# 胡爟
胡爟（1452年—1501年），字仲光，直隸太平府蕪湖縣人，民籍，明朝政治人物。

## 生平
弘治五年（1492年）壬子科應天鄉試第十四名舉人，六年（1493年）聯捷癸丑科進士。選翰林院庶吉士，八年十月改戶部浙江司主事。十年（1497年），進言建議明孝宗清理中官李廣、楊鵬等人，疏留宮中。李廣不久去世，胡爟並未因此得罪。十四年（1501年）春，奏乞養病，卒於家。

## 事跡
胡爟為庶吉士，内閣試時，上《苑聞鳩詩》：「春日晴和欲醉人，耳邊忽送一聲新。似捋明主三推意，喚起良農四海春。花鳥有情憐好景，雨暘無補愧微臣。聽餘忽起江南思，百畝沙田野水濱。」内閣以暘雨句為諷刺自己，遂出其為戶部主事。

## 著作
著有《太學補》《蒲塘集》。

## 家族
曾祖胡泰；祖父胡潛；父胡杲。母侯氏；繼母范氏。永感下。

## 延伸阅读
[在维基数据编辑]
 在维基文库阅读此作者作品
 《國朝獻徵錄·卷之三十》，出自焦竑《國朝獻徵錄》
 《明史卷一百八十九》，出自《明史》